# Formação Guabirotuba
A Formação Guabirotuba é uma formação geológica da Bacia Sedimentar de Curitiba . Os sedimentos dessa formação são encontrados no município de Curitiba e Região Metropolitana, estendendo-se desde Campo Largo até Quatro Barras, abrangendo os municípios de Curitiba, Campo Largo, Colombo, Almirante Tamandaré, Pinhais, Piraquara, Campina Grande do Sul, Quatro Barras, Araucária, Fazenda Rio Grande, São José dos Pinhais e Tijucas do Sul, com uma área de aproximadamente 900 km².  
A Formação Guabirotuba corresponde a deposição de sedimentos ocorridas durante um período de 23 a 1,8 milhões de anos, sendo depositados entre o Paleogeno e Neogeno ao Quaternário, que vai desde o Oligoceno e Mioceno até o Holoceno. As rochas da Formação Guabirotuba foram observadas no bairro curitibano Guabirotuba por Riad Salamuni e João José Bigarella em 1962. A decomposição química das rochas Pré Cambrianas formou a maior parte dos sedimentos que estão presentes na Formação Guabirotuba. Esses sedimentos tem espessuras de 60 a 80 metros, compreendendo sequências litológicas em que predominam as argilas e areias arcosianas, de 20 a 40% de feldspato. Em outras partes podem ser encontrados cascalhos e arcósios que possuem uma granulometria grossa, sendo que estes podem ser observados depositados sobre as rochas do Complexo Atuba um embasamento gnáissico-migmatítico e rochas metassedimentares do Grupo Açungui. Nesses sedimentos também pode-se encontrar impregnados uma concentração de carbonato de cálcio, sendo que nessas impregnações ocorrem elementos de terras raras como o lantânio, neodímio, entre outros. 
A água presente na Formação Guabirotuba compõe um aquífero do tipo primário, em que o armazenamento e fluxo dessas águas estão ligadas a porosidade natural, sendo que do ponto de vista hidráulico, essa formação tem um caráter livre, semi-confinado a confinado e a produtividade média por poço é de 2 litros por segundo. Bicarbonatada Calco-Sódica é o tipo de água que tem no aquífero da formação, sendo observados em alguns locais grandes teores de ferro e manganês. Devido a presença da argila a contaminação por matéria orgânica é baixo, devido a argila ser um bom purificador. 